# Grotkowo
Grotkowo – wieś w Polsce położona w województwie wielkopolskim, w powiecie gnieźnieńskim, w gminie Niechanowo.
Wieś duchowna, własność Klasztoru Klarysek w Gnieźnie, pod koniec XVI wieku leżała w powiecie gnieźnieńskim województwa kaliskiego. W latach 1975–1998 miejscowość administracyjnie należała do województwa poznańskiego.
Grotkowo niegdyś było własnością Chotomskich. Później przeszło w ręce niemieckie. Już przed 1881 rokiem należało do rodziny Wincklerów. Po powrocie w ręce polskie w okresie międzywojennym własność Grudzielskich.
W 1939 roku właścicielem Grotkowa był Alfons Grudzielski. Majątek w 1926 roku liczył 300 hektarów.
W miejscowości był przystanek kolei wąskotorowej Grotkowo.